# William Dawson Hooker
William Dawson Hooker (* 4. April 1816 in Halesworth; † 1. Januar 1840 in Kingston, Jamaika) war ein britischer Arzt. Er war der Bruder von Joseph Dalton Hooker.

## Leben und Wirken
William Dawson Hooker war der älteste Sohn von William Jackson Hooker und dessen Frau Maria Sarah Turner (1797–1872). Er besuchte gemeinsam mit seinem Bruder Joseph zunächst die Glasgow High School. 1832 begannen beide an der University of Glasgow zu studieren. 1836 bereiste Hooker unter anderem gemeinsam mit William Christy (ca. 1807– 1839) Norwegen und veröffentlichte im Folgejahr seine Notizen über diese Reise. 1838 wurde er zum Doktor der Medizin (M.D.) promoviert. Von 1838 bis 1839 lehrte er Materia medica an der Anderson’s University von Glasgow. Hookers Probevorlesung von 1839 an der University of Glasgow über die Chinarindenbäume war dem dortigen Regius Professor für Chirurgie John Burns (1774–1850) gewidmet. Am 22. April 1839 heiratete er Isabella Whitelaw Smith. Ihre Tochter Wilhelmina wurde am 6. März 1840 geboren.
Hooker wurde von seinem Vater nach Jamaika gesandt, um sich von der Schwindsucht zu kurieren und dort eine medizinische Praxis einzurichten. Dort starb er am Neujahrstag des Jahres 1840 im Haus des Arztes James Macfadyen (1798–1850) an Gelbfieber. Hooker hinterließ eine umfangreiche ornithologische Sammlung.

## Schriften
- Notes on Norway. Or, A Brief Journal of a Tour Made to the Northern Parts of Norway, in the Summer of MDCCCXXXVI.
  - 1. Auflage. G. Richardson, Glasgow 1837.
  - 2. Auflage. G. Richardson, Glasgow 1839 (Digitalisat).
- Inaugural dissertation upon the cinchonas, their history, uses, and effects. Khull, Glasgow 1839 (Digitalisat).

## Nachweise